# Никодим Бурсенски
Никодим (на гръцки: Νικόδημος, Никодимос) е гръцки духовник, митрополит на Цариградската патриаршия.

## Биография
Роден е в село Месария на Андрос, тогава в Османската империя. Негов племенник е Атанасий, драмски митрополит (1842 – 1852). В 1779 година става монах в манастира „Свети Николай“ в Сора, Андрос.
През септември 1817 година е избран за митрополит на Филипийска, Драмска, Зъхненска и Неврокопска епархия. В септември 1824 година става бурсенски митрополит, където замества Герасим. Остава на поста до юни 1833 година, когато подава оставка.
Оттегля се на Бююкада, където умира на 28 март 1843 година.